# Решиця (округ Кошиці-околиця)
Ре́шиця, Ре́шіца (словац. Rešica) — село в окрузі Кошиці-околиця Кошицького краю Словаччини. Площа села 12,5 км². Станом на 31 грудня 2016 року в селі проживало 315 жителів. Протікає річка Конотопа.

## Історія
Перші згадки про село датуються 1319 роком.

## Населення
| Рік:            | 1994. | 2004.   | 2014.    | 2024. |
| --------------- | ----- | ------- | -------- | ----- |
| Кількість осіб: | 382   | 363     | 325      | 364   |
| Різниця:        |       | -4,97 % | -10,46 % | +12 % |

| Рік:            | 2023. | 2024.   |
| --------------- | ----- | ------- |
| Кількість осіб: | 352   | 364     |
| Різниця:        |       | +3,40 % |